# 彼得·卡迈克尔
彼得·卡迈克尔，绰号“霍吉”（英語：Peter Carmichael；1923年8月11日—1997年7月25日），是皇家海军的一名战斗机飞行员。他因在朝鲜战争期间驾驶“海怒”螺旋桨式战斗机击落一架米格-15喷气式战斗机而闻名于世。